# Sceloporus cowlesi
Espèce
Synonymes
- Sceloporus undulatus cowlesi Lowe & Norris, 1956

Statut de conservation UICN

 LC  : Préoccupation mineure
Sceloporus cowlesi est une espèce de sauriens de la famille des Phrynosomatidae.

## Répartition
Cette espèce est endémique du Nouveau-Mexique aux États-Unis.

## Étymologie
Cette espèce est nommée en l'honneur de Raymond Bridgman Cowles.

## Publication originale
- Lowe & Norris, 1956 : A subspecies of the lizard Sceloporus undulatus from the White Sands of New Mexico. Herpetologica, vol. 12, no 2, p. 125-127.